# 田子方
田子方（？—？），战国时期初期人物。曾经和子夏、段干木都被魏成推荐给魏文侯，魏文侯以他为师。魏文侯与田子方饮宴，文侯善於音樂，说奏鐘的声音不协调，左边鐘音较高。田子方说君主不应把心思才智用在此处，应该专心致力于治理国家。

## 生平
魏文侯十七年，攻灭中山国，派太子击在那里驻守，太子击在朝歌遇到了文侯的老师田子方，他退车让路，下车拜见。田子方却不还礼。太子击就諷刺田子方說：“是富貴者能對人傲慢呢，還是貧賤者能對人傲慢呢？」田子方说：“也只有贫贱者才能对人傲慢罢了。诸侯如果对人傲慢就会失去他的封国，大夫如果对人傲慢就会失去他的家。贫贱的人，如果行为不相投合，意见不被采纳，就离开这里到楚、越去，好像脱掉草鞋一样，怎么能和富贵者相同呢！”太子击不高兴地离开了。向西进攻秦国，到郑国就回来了，在雒阴、合阳筑城。